# Eutih
Еutih (Si. 380 – Si. 456) je prezbiter  i arhimandrit u Konstantinopolu koga se smatra začetnikom monofizitskog kršćanstva. Prvi put se istakao 431. godine na Efeškom saboru, kada je pokazao žestok otpor učenju Nestorija. Njegova osuda Nestorijanizma kao hereze dovela ga u jednako ekstremni položaj, iako je bio suprotnog gledišta, što je potaknulo njegovo osporavanje kao heretika.

## Život
Еutih je bio arhimandrit samostana izvan zidina Konstantinopola, gdje je vladao nad više od tri stotine redovnika. On je uživao veliko poštovanje i bio je kum Krisafija, utjecajanog dvorjanina na dvoru cara Teodozija II.

## Kontroverze
Nadbiskup Konstantinopola Nestorije, tvrdeći da Marija ne bi trebala biti nazvana "Majkom Božjom" ("Theotokos" na grčkom, doslovno znači "Božji nositelj", "Bogonosac"), osuđen je kao heretik. U borbi protiv ove tvrdnje Patrijarha Nestorija, Еutih je izjavio da je Isus Krist "spoj ljudskog i božanskog elementa", izvrgavajući samog sebe osudi kao heretika 451. godine na kalcendonskom Saboru koji je održan dvadeset godina nakon prvog Efeškog sabora.